# Yang Zhi (futbolista)
Yang Zhi (en chino tradicional, 楊智; en chino simplificado, 杨智; pinyin, Yáng Zhì; Cantón, Cantón, 15 de enero de 1983) es un exfutbolista chino que jugaba en la posición de guardameta.

## Carrera

### Club
| Periodo   | Club                | País  | Apariciones | Goles |
| --------- | ------------------- | ----- | ----------- | ----- |
| 2002–2004 | Guangdong Xiongying | China | 48          | 0     |
| 2005–2019 | Beijing Guoan       | China | 350         | 0     |

### Selección nacional
Debutó con China el 16 de agosto de 2006 en una victoria por 4-0 ante Tailandia en un partido amistoso reemplazando a Li Leilei. Jugó en 38 partidos hasta 2016, ganó el Campeonato de Fútbol de Asia Oriental de 2010 y participó en la Copa Asiática 2011.

## Logros

### Club
- Superliga de China: 2009
- Copa FA de China: 2018

### Selección nacional
- Campeonato de Fútbol de Asia Oriental: 2010

### Individual
- Equipo del Año de la Superliga de China: 2007, 2008, 2009